# كادزهيسا إيإيجما
كادْزُهيسا إيإيجِما (باليابانية: 飯島 寿久) (6 يناير 1970 في ماتشيدا في اليابان – )؛ هو لاعب كرة قدم ياباني سابق كان يلعب كمدافع.

## وصلات خارجية
- كادزهيسا إيإيجما على موقع رابطة كرة القدم اليابانية للمحترفين (اليابانية)
- كادزهيسا إيإيجما على موقع عالم كرة القدم.نت (الإنجليزية)